# Conculus simboggulensis
Conculus simboggulensis är en spindelart som beskrevs av Paik 1971. Conculus simboggulensis ingår i släktet Conculus och familjen Anapidae. Inga underarter finns listade i Catalogue of Life.